# Mount Shasta (Kalifornien)
Mount Shasta ist eine Stadt im Siskiyou County im US-Bundesstaat Kalifornien mit 3223 Einwohnern (Stand: 2020). Sie ist Ausgangspunkt für Wassersport-Trips zum vier Kilometer entfernten Siskiyou-See.

## Geographie
Mount Shasta liegt am Interstate 5, direkt am Fuße des Mount Shasta. Die geographischen Koordinaten sind 41° 19′ N, 122° 19′ W.

## Demographie
Beim United States Census 2000 lebten 3621 Einwohner in 1669 Haushalten und 925 Familien in Mount Shasta.
| Altersgruppe | Anteil |
| ------------ | ------ |
| <18          | 24,0 % |
| 18 – 24      | 7,7 %  |
| 25 – 44      | 24,5 % |
| 45 – 64      | 26,4 % |
| >65          | 17,5 % |

## Persönlichkeiten
- John Scott Leary (1881–1958), Schwimmer
- D. J. Wilson (* 1996), Basketballspieler